# Kouzelníci z Waverly
Kouzelníci z Waverly (v anglickém originále Wizards of Waverly Place) je americká nadpřirozená fantasy situační komedie, která se vysílala v USA od 12. října 2007 až do 6. ledna 2012 a v České republice od roku 2009 až do 26. května 2012. Seriál byl vytvořen Toddem J. Greenwaldem a v hlavních rolích se představili Selena Gomezová, David Henrie a Jake T. Austin jako trojice sourozenců s magickými schopnostmi, kteří soutěží o titul kouzelníka rodiny. Další hlavní postavy ztvárnili Jennifer Stone, Maria Canals Barrera a David DeLuise.
Seriál získal ocenění v kategorii výjimečný program pro děti na 61. předávání cen Emmy v roce 2009. Filmová adaptace seriálu Kouzelníci z Waverly - Film se ve Spojených státech představila jako původní film z produkce Disney Channel dne 28. srpna 2009 a v České republice 31. října 2009. Filmová adaptace získala také cenu v kategorii výjimečný program pro děti na 62. předávání cen Emmy, čímž seriál získal cenu dvakrát za sebou. Později se povedlo i finálové řadě získat cenu v kategorii výjimečný program pro děti na 64. předávání cen Emmy. Celkem seriál získal tři ceny Emmy. Kouzelníci z Waverly skončili jako nejdéle běžící seriál na Disney Channel (překonal seriál That's So Raven) se sto deseti díly během čtyř řad. Finálový díl sledovalo v USA téměř 10 milionů diváků, čímž se stal díl nejsledovanějším posledním dílem seriálu na Disney Channel.
Dne 15. března 2013 ve Spojených státech a 25. června 2013 v České republice byl uveden hodinový speciál s názvem Návrat Kouzelníků: Alex vs. Alex.
Od 2. září 2013 se seriál vysílá také na dětském kanálu od České televize, ČT :D.

## Popis seriálu
Seriál se soustředí na dobrodružství italsko-mexické rodiny Russoových. Russoovi žijí na Waverly Place na Manhattanu v Greenwich Village nad obchodem se sendviči, který vlastní a provozují. Rodina se skládá ze sourozenců Alexandry „Alex“ (Selena Gomezová), Justina (David Henrie) a Maxmiliána „Maxe“ (Jake T. Austin). Tři teenageři jsou kouzelníci a žijí se svým italským otcem Jerrym (David DeLuise), bývalým rodinným kouzelníkem a jejich smrtelnou matkou mexického původu Therezou (Maria Canals Barrera). Když Russoovi dokončí kouzelnický výcvik, účastní se soutěže, kde se rozhodne, kdo se stane kouzelníkem rodiny (zůstanou mu/jí jeho/její kouzelnické schopnosti navždy) jejich generace, zatímco ostatní ztratí své schopnosti a stanou se obyčejnými smrtelníky. Jerry se snaží své děti naučit, aby se na svých schopnostech nestali závislí, proto jim Jerry dává lekce kouzel (lekce skončí v polovině čtvrté řady). Tajná skrýš se nachází v mrazáku v rodinné restauraci. Ve skrýši se nachází portál, který jim umožňuje komunikovat s kouzelnickým světem. Ředitel kouzelnické rady profesor Crumbs (Ian Abercrombie) pořádá pravidelné kontroly u rodiny Russoových.
Russoovi sourozenci navštěvují Tribeckou střední (Justin školu dokončil ve třetí řadě a Alex ve čtvrté) a každý den se zde setkávají s jejich ředitelem panem Laritatem (Bill Chott), který se obléká ve stylu divokého západu. Vzhledem k tomu, že žijí ve světě smrtelníku, musí o svých kouzelnických schopnostech mlčet. Nakonec to, ale Alexina nejlepší kamarádka Harper Finkle (Jennifer Stone) zjistí ve druhé řadě v díle „Harper to ví.“ Justinův nejlepší kamarád Zeke Beakerman (Dan Benson) to zjistí ve čtvrté řadě v díle „Zeke se to dozví,“ kde mimochodem také zjistí, že Alexin přítel Mason Greyback (Gregg Sulkin) je vlkodlak.

## Obsazení

### Hlavní postavy
- Selena Gomez jako Alex Russo (český dabing: Jana Páleníčková)
- David Henrie jako Justin Russo (český dabing: Michal Holán)
- Jake T. Austin jako Max Russo (český dabing: Jan Rimbala)
- Jennifer Stone jako Harper Finkle (český dabing: Klára Šumanová)
- David DeLuise jako Jerry Russo (český dabing: Radovan Vaculík)
- Maria Canals Barrera jako Theresa Russo (český dabing: Regina Řandová)

### Ostatní postavy
| - Ian Abercrombie jako Profesor Crumbs - Gregg Sulkin jako Mason Greyback (řada 3–4) - Dan Benson jako Ezekiel „Zeke“ Beakerman - Bill Chott jako Pan Hershel Laritate - Moisés Arias jako Conscience (řada 3) - Jeff Garlin jako Strýček Kelbo (řada 1–3) - Lucy Hale jako Miranda Hampson (řada 1) - Andy Kindler jako Chancellor Rudy Tootietootie (řada 3–4) - Hayley Kiyoko jako Stevie Nichols (řada 3) - Paulie Litt jako Frankie/Joey (řada 1, 3) - Kari Wahlgren jako Helen (řada 4) - Bailee Madison jako Maxine Russo (řada 4) | - Bridgit Mendler jako Juliet van Heusen (řada 2–4) - Frank Pacheco jako Felix (řada 4) - Leven Rambin jako Rosie (řada 4) - John Rubinstein jako Gorog (řada 4) - Samantha Boscarino jako Lisa Cucuy (řada 4) - Daniel Samonas jako Dean Moriarty (řada 2, 4) - Skyler Samuels jako Gertrude „Gigi“ Hollingsworth (řada 1–2) - Fred Stoller jako Dexter (řada 4) - Josh Sussman jako Hugh Normous (řada 1–2, 4) - Amanda Tepe jako Monotone Lady (řada 1–2) - Cameron Sanders jako Nelvis (řada 4) - McKaley Miller jako Talia Robinson (řada 4) |

## Produkce
Seriál vytvořil a produkoval Todd J. Greenwald, který začal vyvíjet seriál, po práci jako autor a producent během první řady seriálu Hannah Montana. Seriál je produkován It's a Laugh Productions a Disney Channel Original Productions. Hlavní píseň seriálu „Everything Is Not What It Seems“, kterou napsali John Adair a Steve Hampton, je v techno-popovém stylu a nazpívala jí Selena Gomezová.
Seriál se natáčel v Hollywood Center Studios v Hollywoodu ve státě Kalifornie.

### Znělka
V prvních třech řadách je použit stejný styl znělky, ve kterém je použila úvodní píseň „Everything Is Not What It Seems“ nazpívaná Selenou Gomez. Znělka zahrnuje část dne, kde se Alex, Justin, Max a Harper, jak používají kouzelnické schopnosti při přípravě do školy. Ve čtvrté řadě je použita nová znělka s mírně upravenou úvodní písní a představením herců, kde se na konci všichni dostanou na Times Square, poté Alex mávne hůlkou a objeví se logo seriálu.

### Sledovanost
Seriál se poprvé vysílal na americkém Disney Channelu dne 12. října 2007 po premiéře filmu Twitches Too s 5,9 miliony diváků. V lednu 2010 se stal nejsledovanějším dílem hodinový díl „Kouzelníci vs. Vlkodlaci“ (bez crossover dílů), který si získal 6,2 milionů diváků, čímž překonal díl „Malba na zakázku,“ který sledovalo 6 milionů diváků, potom vše však hodinový díl „Kouzelníci vs. Vlkodlaci“ porazil finálový díl „Velké finále,“ který sledovalo téměř 10 milionů diváků. Nejsledovanější díl seriálu včetně crossover dílů je však díl „Blízké setkání,“ který byl zahrnuta do zvláštní trilogie dílů mezi třemi seriály od Disney Channel (Hannah Montana, Sladký život na moři a Kouzelníci z Waverly) s názvem Kouzelníci na moři s Hannah Montanou. Premiéru sledovalo 10,6 milionů diváků.

## Přehled dílů
| Řada    | Díly    | Premiéra v USA     | Premiéra v USA  | Premiéra v ČR (Disney) | Premiéra v ČR (Disney) | Premiéra v ČR (ČT :D) | Premiéra v ČR (ČT :D) |
| Řada    | Díly    | První díl          | Poslední díl    | První díl              | Poslední díl           | První díl             | Poslední díl          |
| ------- | ------- | ------------------ | --------------- | ---------------------- | ---------------------- | --------------------- | --------------------- |
| 1       | 21      | 12. října 2007     | 30. ledna 2008  | února 2009             | 2009                   | 2. září 2013          | 30. září 2013         |
| 2       | 30      | 12. září 2008      | 21. srpna 2009  | 20. září 2009          | 2010                   | 1. října 2013         | 11. listopadu 2013    |
| Film    | Film    | 28. srpna 2009     | 28. srpna 2009  | 31. října 2009         | 31. října 2009         | 30. prosince 2013     | 30. prosince 2013     |
| 3       | 30      | 9. října 2009      | 15. října 2010  | 15. května 2010        | 30. dubna 2011         | 12. listopadu 2013    | 23. prosince 2013     |
| 4       | 29      | 12. listopadu 2010 | 6. ledna 2012   | 7. května 2011         | 26. května 2012        | 24. prosince 2013     | 31. ledna 2014        |
| Speciál | Speciál | 15. března 2013    | 15. března 2013 | 25. května 2013        | 25. května 2013        | nebylo vysíláno       | nebylo vysíláno       |

### Kouzelníci z Waverly - Film
Film z produkce Disney založený na seriálu měl na Disney Channel premiéru 28. srpna 2009 ve Spojených státech a 31. října 2009 v České republice. Kouzelníci z Waverly: Film byl natočen v Portoriku v Caribe Hilton, Los Angeles a New Yorku od 16. února do 27. března 2009. Film si při premiéře získal 11,4 milionů diváků, což z něho dělá v pořadí druhý nejsledovanější film na Disney Channel hned po Muzikálu ze střední 2. Stal se sedmým nejsledovanějším programem na kabelové televizi vysílaných v roce 2007. Také vyhrál v roce 2010 cenu Emmy v kategorii výjimečný program pro děti.

### Poslední díl seriálu
V pátek 6. ledna 2012 ve Spojených státech a v sobotu 26. května 2012 v České republice byl odvysílán poslední díl seriálu Kouzelníci z Waverly s názvem „Velké finále,“ který dosáhl sledovanosti téměř deseti milionů diváků (9,8 milionů) až na 11,3 milionů. I když se nestal nejsledovanějším dílem seriálu, kvůli filmu Kouzelníci z Waverly - Film a dílu Blízké setkání, v té době se jednalo o nejsledovanější poslední díl seriálu na Disney Channel.
Seriál skončil tím, že se Alex Russoová stala kouzelnicí rodiny, Justin se stal novým ředitelem Čaroškoly (čímž mu také zůstaly kouzelnické schopnosti) a Max dostal rodinný obchod se sendviči a i přesto byl velmi spokojený.

### Návrat Kouzelníků: Alex vs. Alex
Dne 27. září 2010 Disney Channel oznámil, že se seriál Kouzelníci z Waverly vrátí jako hodinový speciální díl, na kterém se začne pracovat od 22. října 2012 a práce na něm skončí 10. listopadu 2012, a že premiéru plánují na začátek roku 2013. Speciál, produkovaný Selenou Gomezovou spolu s Vincem Cheungem a Benem Montanionem (kteří ještě společně s Danem Berendsenem napsali scénář), se soustředí na rodinu Russoových, Masona a Harper při návštěvě Itálie, kde se potkají s dlouho ztracenými příbuznými ze strany Jerryho rodiny.
Ve snaze dokázat své rodině, že není bezstarostná kouzelnice, Alex nechtěně vyřkne kouzlo, které vytvoří dvě Alexiny verze s různými osobnosti; zlou Alex, která se zapojí do plánu jiného kouzelníka (Dominika) na ovládnutí světa, a dobrou Alex, která se po zjištění tajného plánu kouzelníků snaží zachránit svou rodinu a lidstvo, což vede k doslovné bitvě mezi dobrem a zlem na Šikmé věži v Pise.
Speciál s názvem Návrat Kouzelníků: Alex vs. Alex měl v USA premiéru dne 15. března 2013 a v České republice 26. května 2013.

## Ceny a nominace
| Rok  | Ocenění                           | Kategorie                                                                             | Oceněný                                                    | Výsledek  | Refer.        |
| ---- | --------------------------------- | ------------------------------------------------------------------------------------- | ---------------------------------------------------------- | --------- | ------------- |
| 2008 | ALMA Award                        | Výjimečný mužský herecký výkon v komediálním televizním seriálu                       | Jake T. Austin                                             | nominace  | [ 17 ] [ 18 ] |
| 2008 | ALMA Award                        | Výjimečný ženský herecký výkon v komediálním televizním seriálu                       | Selena Gomezová                                            | nominace  | [ 17 ] [ 18 ] |
| 2008 | ALMA Award                        | Výjimečný ženský herecký výkon v komediálním televizním seriálu                       | María Canals Barrera                                       | nominace  | [ 17 ] [ 18 ] |
| 2008 | Young Artist Award                | Nejlepší výkon mladého herce v televizním seriálu                                     | Selena Gomezová David Henrie Jennifer Stone Jake T. Austin | nominace  | [ 19 ]        |
| 2008 | Imagen Award                      | Nejlepší herečka v televizním seriálu                                                 | Selena Gomezová                                            | nominace  | [ 20 ]        |
| 2008 | Imagen Award                      | Nejlepší herečka ve vedlejší roli v televizním seriálu                                | María Canals Barrera                                       | nominace  | [ 20 ]        |
| 2008 | Directors Guild of America        | Nejlepší režie v dětském programu                                                     | F. Savage (díl Šíleně rychlý výprodej)                     | nominace  | [ 21 ]        |
| 2008 | Casting Society of America        | Výjimečný úspěch v obsazení v dětském televizním seriálu                              | Ruth Lambert a Robert McGee                                | nominace  | [ 22 ]        |
| 2009 | Nickelodeon Kids' Choice Awards   | Oblíbená televizní herečka                                                            | Selena Gomezová                                            | vítězství | [ 23 ]        |
| 2009 | Australian Kids' Choice Awards    | Oblíbená mezinárodní televizní hvězda                                                 | Selena Gomezová                                            | nominace  | [ 24 ] [ 25 ] |
| 2009 | ALMA Award                        | Herec v komediálním seriálu                                                           | Jake T. Austin                                             | nominace  | [ 26 ] [ 27 ] |
| 2009 | ALMA Award                        | Herečka v televizním komediálním seriálu                                              | Selena Gomezová                                            | vítězství | [ 27 ]        |
| 2009 | ALMA Award                        | Herečka v televizním komediálním seriálu                                              | María Canals Barrera                                       | nominace  | [ 26 ] [ 27 ] |
| 2009 | ALMA Award                        | Nejlepší práce na televizním seriálu mimo obraz                                       | Peter Murrieta                                             | nominace  | [ 26 ] [ 27 ] |
| 2009 | Young Artist Award                | Nejlepší účinkování v televizním seriálu (komedie nebo drama) – hlavní mladá herečka  | Selena Gomezová                                            | nominace  | [ 28 ]        |
| 2009 | Young Artist Award                | Nejlepší účinkování v televizním seriálu (komedie nebo drama) – hlavní mladý herec    | Jake T. Austin                                             | nominace  | [ 28 ]        |
| 2009 | Imagen Award                      | Nejlepší herečka v televizním seriálu                                                 | Selena Gomezová                                            | nominace  | [ 29 ]        |
| 2009 | Imagen Award                      | Nejlepší herečka ve vedlejší roli v televizi                                          | María Canals Barrera                                       | nominace  | [ 29 ]        |
| 2009 | NAACP Image Award                 | Výjimečné účinkování v programu pro děti v seriálu nebo televizním speciálu           | Selena Gomezová                                            | nominace  | [ 30 ] [ 31 ] |
| 2009 | Teen Choice Awards                | Nejlepší televizní parťák                                                             | Jake T. Austin                                             | nominace  | [ 32 ] [ 33 ] |
| 2009 | Ceny Emmy                         | Výjimečný program pro děti                                                            | Kouzelníci z Waverly                                       | vítězství | [ 34 ]        |
| 2009 | Casting Society of America        | Výjimečný úspěch v obsazení v programu pro děti                                       | Ruth Lambert a Robert McGee                                | vítězství | [ 35 ]        |
| 2010 | Nickelodeon Kids' Choice Awards   | Oblíbená televizní herečka                                                            | Selena Gomezová                                            | vítězství | [ 36 ]        |
| 2010 | Nickelodeon Kids' Choice Awards   | Oblíbený televizní pořad                                                              | Kouzelníci z Waverly                                       | nominace  | [ 36 ] [ 37 ] |
| 2010 | Australian Kids' Choice Awards    | Oblíbená televizní hvězda                                                             | Selena Gomezová                                            | vítězství | [ 38 ]        |
| 2010 | Australian Kids' Choice Awards    | Oblíbený televizní pořad                                                              | Kouzelníci z Waverly                                       | nominace  | [ 38 ] [ 39 ] |
| 2010 | Young Artist Award                | Nejlepší účinkování v televizním seriálu (komedie nebo drama) – hlavní mladý herec    | Jake T. Austin                                             | nominace  | [ 40 ]        |
| 2010 | NAACP Image Award                 | Výjimečné účinkování v programu pro děti v seriálu nebo televizním speciálu           | Selena Gomezová                                            | nominace  | [ 41 ] [ 42 ] |
| 2010 | Teen Choice Awards                | Nejlepší televizní herečka v komedii                                                  | Selena Gomezová                                            | vítězství | [ 43 ]        |
| 2010 | Teen Choice Awards                | Nejlepší televizní komediální pořad                                                   | Kouzelníci z Waverly                                       | nominace  | [ 43 ] [ 44 ] |
| 2010 | Ceny Emmy                         | Výjimečný program pro děti                                                            | Kouzelníci z Waverly                                       | nominace  | [ 45 ]        |
| 2010 | Hollywood Teen TV Awards          | Dospívající herec: Komedie                                                            | Gregg Sulkin                                               | nominace  | [ 46 ]        |
| 2010 | British Academy Children's Awards | BAFTA dětská volba: TV                                                                | Kouzelníci z Waverly                                       | vítězství | [ 47 ]        |
| 2010 | Gracie Allen Awards               | Výjimečná žena v komediálním seriálu                                                  | Selena Gomezová                                            | vítězství | [ 48 ]        |
| 2010 | Kids' Choice Awards Mexico        | Oblíbená mezinárodní žena                                                             | Selena Gomezová                                            | nominace  | [ 49 ] [ 50 ] |
| 2010 | Casting Society of America        | Výjimečný úspěch v obsazení v pořadu pro děti                                         | Ruth Lambert a Robert McGee                                | nominace  | [ 51 ]        |
| 2011 | Nickelodeon Kids' Choice Awards   | Oblíbená televizní herečka                                                            | Selena Gomezová                                            | vítězství | [ 52 ]        |
| 2011 | Nickelodeon Kids' Choice Awards   | Oblíbený televizní parťák                                                             | David Henrie                                               | nominace  | [ 52 ] [ 53 ] |
| 2011 | Nickelodeon Kids' Choice Awards   | Oblíbený televizní pořad                                                              | Kouzelníci z Waverly                                       | nominace  | [ 52 ] [ 53 ] |
| 2011 | Australian Kids' Choice Awards    | Oblíbená televizní hvězda                                                             | Selena Gomezová                                            | vítězství | [ 54 ]        |
| 2011 | Australian Kids' Choice Awards    | Oblíbený televizní pořad                                                              | Kouzelníci z Waverly                                       | vítězství | [ 54 ]        |
| 2011 | ALMA Award                        | Oblíbená televizní herečka – Hlavní role v komedii                                    | Selena Gomezová                                            | nominace  | [ 55 ] [ 56 ] |
| 2011 | ALMA Award                        | Oblíbená herečka ve vedlejší roli v televizním seriálu                                | María Canals Barrera                                       | vítězství | [ 56 ]        |
| 2011 | ALMA Award                        | Oblíbený televizní seriál                                                             | Kouzelníci z Waverly                                       | nominace  | [ 55 ] [ 56 ] |
| 2011 | Young Artist Award                | Nejlepší účinkování v televizním seriálu – hostující mladá herečka (11-15 let)        | Bella Thorneová                                            | nominace  | [ 57 ]        |
| 2011 | Imagen Award                      | Nejlepší mladá herečka v televizi                                                     | Selena Gomezová                                            | vítězství | [ 58 ]        |
| 2011 | Imagen Award                      | Nejlepší televizní herečka ve vedlejší roli                                           | María Canals Barrera                                       | nominace  | [ 58 ]        |
| 2011 | NAACP Image Award                 | Výjimečné účinkování v programu pro děti v seriálu nebo televizním speciálu           | Selena Gomezová                                            | nominace  | [ 59 ]        |
| 2011 | NAACP Image Award                 | Výjimečný program pro děti                                                            | Kouzelníci z Waverly                                       | nominace  | [ 59 ]        |
| 2011 | Teen Choice Awards                | Televizní herečka v komediálním seriálu                                               | Selena Gomezová                                            | vítězství | [ 60 ]        |
| 2011 | Teen Choice Awards                | Televizní pořad: komedie                                                              | Kouzelníci z Waverly                                       | nominace  | [ 60 ] [ 61 ] |
| 2011 | Ceny Emmy                         | Výjimečný program pro děti                                                            | Kouzelníci z Waverly                                       | nominace  | [ 62 ]        |
| 2011 | Ceny Emmy                         | Výjimečná kamera pro seriál s více kamerami                                           | Rick F. Gunter (díl Tanec s anděly)                        | nominace  | [ 63 ]        |
| 2011 | Youth Rocks Awards                | Nejlepší obsazení v televizním komediálním pořadu                                     | Kouzelníci z Waverly                                       | nominace  | [ 64 ] [ 65 ] |
| 2011 | Youth Rocks Awards                | Nejlepší parťák v televizi nebo filmu                                                 | Jake T. Austin                                             | nominace  | [ 64 ] [ 66 ] |
| 2011 | Kids' Choice Awards Mexico        | Oblíbený mezinárodní pořad                                                            | Kouzelníci z Waverly                                       | nominace  | [ 67 ] [ 68 ] |
| 2011 | Kids' Choice Awards Argentina     | Oblíbený televizní mezinárodní pořad                                                  | Kouzelníci z Waverly                                       | nominace  | [ 69 ] [ 70 ] |
| 2011 | Casting Society of America        | Výjimečný úspěch v castinzích - Dětský program                                        | Ruth Lambert a Robert McGee                                | nominace  | [ 71 ]        |
| 2012 | Nickelodeon Kids' Choice Awards   | Oblíbená TV herečka                                                                   | Selena Gomezová                                            | vítězství | [ 72 ]        |
| 2012 | Nickelodeon Kids' Choice Awards   | Oblíbený televizní kamarád                                                            | Jennifer Stone                                             | nominace  | [ 72 ]        |
| 2012 | Nickelodeon Kids' Choice Awards   | Oblíbený televizní pořad                                                              | Kouzelníci z Waverly                                       | nominace  | [ 72 ]        |
| 2012 | Young Artist Award                | Nejlepší účinkování v televizním seriálu – mladá herečka ve vedlejší roli (17–21 let) | Bridgit Mendlerová                                         | nominace  | [ 73 ]        |
| 2012 | Young Artist Award                | Nejlepší účinkující v televizním seriálu – hostující mladý herec (14–17 let)          | LJ Benet                                                   | nominace  | [ 73 ]        |
| 2012 | Imagen Award                      | Nejlepší mladá herečka v televizi                                                     | Selena Gomezová                                            | nominace  | [ 74 ] [ 75 ] |
| 2012 | NAACP Image Award                 | Výjimečný scénář v komediálním seriálu                                                | Vince Cheung a Ben Montanio                                | nominace  | [ 76 ] [ 77 ] |
| 2012 | Ceny Emmy                         | Výjimečný program pro děti                                                            | Kouzelníci z Waverly                                       | vítězství | [ 78 ]        |
| 2012 | Hollywood Teen TV Awards          | Oblíbená televizní herečka                                                            | Selena Gomezová                                            | nominace  | [ 79 ]        |
| 2012 | Hollywood Teen TV Awards          | Oblíbený televizní herec                                                              | Jake T. Austin                                             | vítězství | [ 80 ]        |
| 2012 | Hollywood Teen TV Awards          | Oblíbený televizní program                                                            | Kouzelníci z Waverly                                       | vítězství | [ 81 ]        |
| 2012 | Casting Society of America        | Výjimečné obsazení v televizním pořadu pro děti                                       | Ruth Lambert a Robert McGee                                | vítězství | [ 82 ]        |
| 2013 | Nickelodeon Kids' Choice Awards   | Oblíbená televizní herečka                                                            | Selena Gomezová                                            | vítězství | [ 83 ]        |
| 2013 | Nickelodeon Kids' Choice Awards   | Oblíbený televizní herec                                                              | Jake T. Austin                                             | nominace  | [ 83 ]        |
| 2013 | Nickelodeon Kids' Choice Awards   | Oblíbený televizní pořad                                                              | Kouzelníci z Waverly                                       | nominace  | [ 83 ]        |